# Rose-an-Grouse

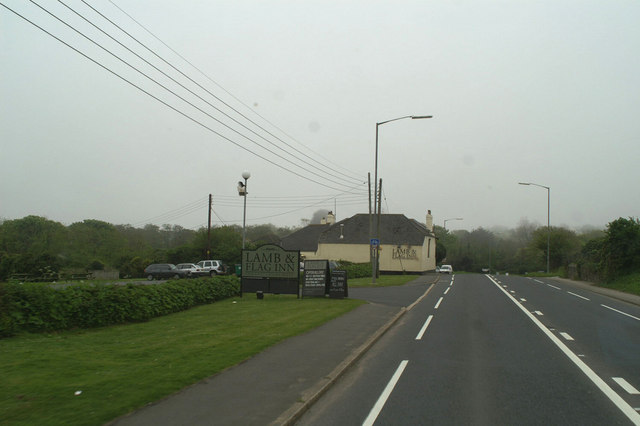
The Lamb and Flag a Rose-an-Grouse

Rose-an-Grouse è una frazione della parrocchia civile di St Erth nella Cornovaglia occidentale, in Inghilterra. Si trova sulla road A30, a est di Canon's Town, e la stazione ferroviaria di St Erth si trova sul lato meridionale del borgo.

## Toponomastica
Nel 1375 è stata registrata come Resincrous che significa guado della croce in cornico. Altre grafie da allora includono Reysangrous (1520), Roseangrowes (1659), Roseangrowse (1725) e Rosangrows (1755). Nel 1882 la parrocchia di Ludgvan ricevette un atto d'accusa per la mancata riparazione dell'autostrada tra Long Rock e Rous-an-Crous.